# Vittorio Marcelli
Vittorio Marcelli, född 3 juni 1944 i Magliano de' Marsi, är en italiensk före detta tävlingscyklist.
Marcelli blev olympisk bronsmedaljör i lagtempoloppet vid sommarspelen 1968 i Mexico City.